# WNBA Draft 2011
Der WNBA Draft 2011 war die 15. Talentziehung der Women’s National Basketball Association und fand am 11. April 2011 in den ESPN Studios in Bristol im US-Bundesstaat Connecticut statt. Die erste Runde des Draft wurde landesweit auf ESPN2 ausgestrahlt. Die zweite und dritte Runde waren auf den Sendern NBA TV und ESPNU zu sehen.
Mit dem First Overall Draft-Pick wählten die Minnesota Lynx die US-Amerikanerin Maya Moore aus. Auf den Plätzen zwei und drei wurden die Australierin Liz Cambage (Tulsa Shock) und die US-Amerikanerin Courtney Vandersloot (Connecticut Sun) selektiert. Insgesamt wurden in drei Runden 36 Spielerinnen aus vier Nationen von den WNBA-Franchises ausgewählt. Als einzige europäische Spielerinnen wurden die Lettin Elina Babkina (Los Angeles Sparks) an Position 29 und die Serbin Sarah Krnjic (Washington Mystics) an Position 35 ausgewählt.

## Draft-Reihenfolge
Die Draft-Reihenfolge wurde am 2. November 2010 nach Abschluss der Saison 2010 durch die Draft-Lotterie bestimmt. Dabei nahmen die vier Teams teil, die sich nicht für die Play-offs in der Saison 2010 qualifizierten; beziehungsweise deren Wahlrecht-Inhaber. Das schlechteste Team der regulären Saison hatte eine Chance von 44,2 Prozent die Lotterie zu gewinnen; das beste der vier nicht für die Playoffs qualifizierten Teams hatte eine Chance von 10,4 Prozent.
Die Minnesota Lynx gewannen die Lotterie und rückten somit vom zweiten auf den ersten Rang in der Draft-Reihenfolge auf.  Die Tulsa Shock, das schlechteste Team der regulären Saison, rutschte trotz der höchsten Siegchancen auf den zweiten Platz in der Draft-Reihenfolge ab.
Die Draft-Reihenfolge der acht Play-off-Teilnehmer wurde anhand deren Tabellenstandes in der regulären Saison gesetzt. Dabei galt, dass die Mannschaft mit den wenigsten Siegen auf Position fünf steht. Die mittels Lotterie ermittelte Draft-Reihenfolge war nur für die erste Runde bedeutend. Die Draft-Reihenfolge der zweiten und dritten Runde wurde rein anhand des Tabellenstandes in der regulären Saison ermittelt. Die Mannschaften hatten allerdings die Möglichkeit über Transfers Wahlrechte anderer Teams zu erwerben beziehungsweise eigene an andere Teams abzugeben.

### Transfer von Erstrunden-Wahlrechten
| Datum          | Von             | Zu             | Anmerkung |
| -------------- | --------------- | -------------- | --- |
| 16. April 2010 | Connecticut Sun | Minnesota Lynx | Die Connecticut Sun transferierten ihr Erst- und Zweitrunden-Wahlrecht nach Minnesota im Tausch gegen Kelsey Griffin.   |
| 9. April 2011  | Phoenix Mercury | Tulsa Shock    | Die Phoenix Mercury transferierten ihr Erstrunden-Wahlrecht sowie Nicole Ohlde nach Tulsa im Tausch gegen Kara Braxton. |

## WNBA Draft

### Runde 1
| #   | Spielerin            | Nationalität       | WNBA-Mannschaft                      | College/Profi-Team              |
| --- | -------------------- | ------------------ | ------------------------------------ | ------------------------------- |
| 1.  | Maya Moore           | Vereinigte Staaten | Minnesota Lynx                       | University of Connecticut       |
| 2.  | Liz Cambage          | Australien         | Tulsa Shock                          | Bulleen Boomers (WNBL)          |
| 3.  | Courtney Vandersloot | Vereinigte Staaten | Chicago Sky                          | Gonzaga University              |
| 4.  | Amber Harris         | Vereinigte Staaten | Minnesota Lynx (von Connecticut Sun) | Xavier University               |
| 5.  | Jantel Lavender      | Vereinigte Staaten | Los Angeles Sparks                   | Ohio State University           |
| 6.  | Danielle Robinson    | Vereinigte Staaten | San Antonio Silver Stars             | University of Oklahoma          |
| 7.  | Kayla Pedersen       | Vereinigte Staaten | Tulsa Shock (von Phoenix Mercury)    | Stanford University             |
| 8.  | Ta'Shia Phillips     | Vereinigte Staaten | Atlanta Dream                        | Xavier University               |
| 9.  | Jeanette Pohlen      | Vereinigte Staaten | Indiana Fever                        | Stanford University             |
| 10. | Alex Montgomery      | Vereinigte Staaten | New York Liberty                     | Georgia Institute of Technology |
| 11. | Victoria Dunlap      | Vereinigte Staaten | Washington Mystics                   | University of Kentucky          |
| 12. | Jasmine Thomas       | Vereinigte Staaten | Seattle Storm                        | Duke University                 |

### Runde 2
| #   | Spielerin        | Nationalität       | WNBA-Mannschaft                                      | College/Profi-Team                          |
| --- | ---------------- | ------------------ | ---------------------------------------------------- | ------------------------------------------- |
| 13. | Jessica Breland  | Vereinigte Staaten | Minnesota Lynx (von Tulsa Shock via Connecticut Sun) | University of North Carolina at Chapel Hill |
| 14. | Felicia Chester  | Vereinigte Staaten | Minnesota Lynx                                       | DePaul University                           |
| 15. | Carolyn Swords   | Vereinigte Staaten | Chicago Sky                                          | Boston College                              |
| 16. | Sydney Colson    | Vereinigte Staaten | Connecticut Sun                                      | Texas A&M University                        |
| 17. | Angie Bjorklund  | Vereinigte Staaten | Chicago Sky (von Los Angeles Sparks)                 | University of Tennessee                     |
| 18  | Rachel Jarry     | Australien         | Atlanta Dream (von San Antonio Silver Stars)         | Bulleen Boomers (WNBL)                      |
| 19. | Brittany Spears  | Vereinigte Staaten | Phoenix Mercury                                      | University of Colorado at Boulder           |
| 20. | Danielle Adams   | Vereinigte Staaten | San Antonio Silver Stars (von Atlanta Dream)         | Texas A&M University                        |
| 21. | Italee Lucas     | Vereinigte Staaten | Tulsa Shock (von Indiana Fever)                      | University of North Carolina at Chapel Hill |
| 22. | Angel Robinson   | Vereinigte Staaten | New York Liberty                                     | Marquette University                        |
| 23. | Karima Christmas | Vereinigte Staaten | Washington Mystics                                   | Duke University                             |
| 24. | Ify Ibekwe       | Vereinigte Staaten | Seattle Storm                                        | University of Arizona                       |

### Runde 3
| #   | Spielerin         | Nationalität       | WNBA-Mannschaft          | College/Profi-Team                      |
| --- | ----------------- | ------------------ | ------------------------ | --------------------------------------- |
| 25. | Chastity Reed     | Vereinigte Staaten | Tulsa Shock              | University of Arkansas at Little Rock   |
| 26. | Kachine Alexander | Vereinigte Staaten | Minnesota Lynx           | University of Iowa                      |
| 27. | Amy Jaeschke      | Vereinigte Staaten | Chicago Sky              | Northwestern University                 |
| 28. | Adrienne Johnson  | Vereinigte Staaten | Connecticut Sun          | Louisiana Tech University               |
| 29. | Elina Babkina     | Lettland           | Los Angeles Sparks       | Lotos Gdynia                            |
| 30. | Porsha Phillips   | Vereinigte Staaten | San Antonio Silver Stars | University of Georgia                   |
| 31. | Tahnee Robinson   | Vereinigte Staaten | Phoenix Mercury          | University of Nevada, Reno              |
| 32. | Kelsey Bolte      | Vereinigte Staaten | Atlanta Dream            | Iowa State University                   |
| 33. | Jori Davis        | Vereinigte Staaten | Indiana Fever            | Oklahoma State University               |
| 34. | Mekia Valentine   | Vereinigte Staaten | New York Liberty         | University of California, Santa Barbara |
| 35. | Sarah Krnjic      | Serbien            | Washington Mystics       | MiZo Pécs 2010                          |
| 36. | Krystal Thomas    | Vereinigte Staaten | Seattle Storm            | Duke University                         |